# 莫哈維沙漠
莫哈維沙漠是個位於美國西南部，南加利福尼亞州東南部的沙漠。莫哈維沙漠橫跨猶他州、內華達州南部及亞利桑那州西北部地區。佔地超過2萬2000平方英里（5萬7000平方公里）是典型的盆地地形，有特殊的西部沙漠景致。
美國太空總署（NASA）也在此設置一座偵測衛星基地，並和其他地方的基地聯合，成立遠太空聯絡網。另外有一座莫哈維機場設於此，封存許多停用的民用飛機。
此沙漠亦是蘋果公司於2018年6月發表的macOS Mojave作業系統之命名由來以及桌布拍攝地。